# تامورا يوشياكي
تامورا يوشياكي (باليابانية: 田村義顕؛ بالكانا: たむら よしあき) هو ساموراي ياباني، ولد في القرن الخامس عشر، وتوفي في 1561.